# Ścianki (Strzegowa)

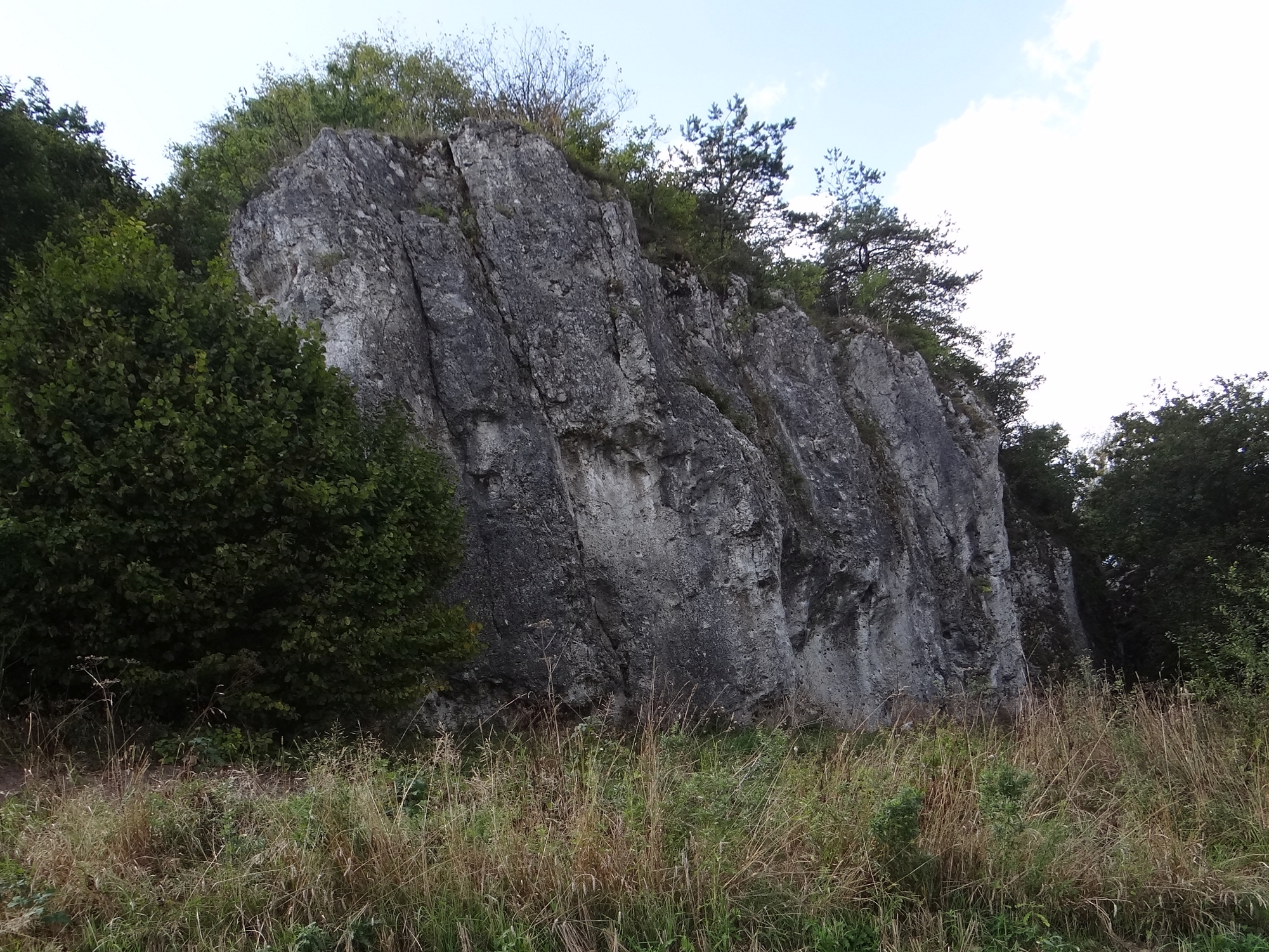
Jamy od północy

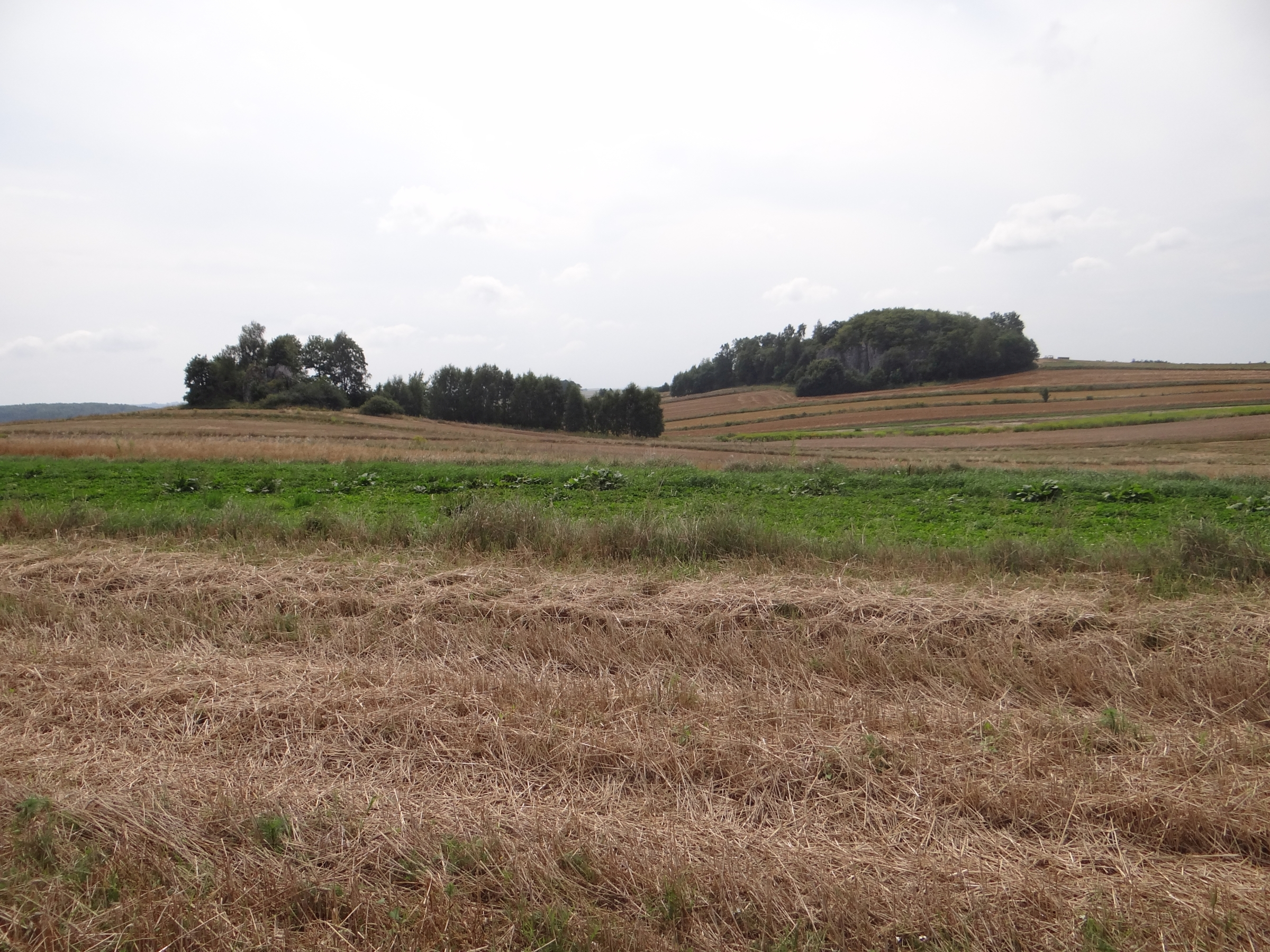
Położenie wśród pól. Jamy po prawej stronie

Ścianki – skała w miejscowości Strzegowa w województwie małopolskim, w powiecie olkuskim, w gminie Wolbrom. Zgodnie z regionalizacją geograficzną Polski według Jerzego Kondrackiego znajduje się w Bramie Wolbromskiej na Wyżynie Częstochowskiej. W opracowaniach wspinaczy skalnych opisywana jest jako Jama w Strzegowej i umieszczana w Paśmie Smoleńsko-Niegowonickim na Wyżynie Krakowsko-Wieluńskiej. W opracowaniach turystycznych jest opisana jako Jama.
Skała znajduje się wśród pól uprawnych po zachodniej stronie zabudowań Strzegowej, w odległości około 630 m od drogi wojewódzkiej nr 794. Wznosi się na wysokość 411 m n.p.m. Zbudowana jest z wapieni i porośnięta drzewami, ale posiada także połogie i pionowe ściany. W skałach po północnej stronie znajduje się Jaskinia Jasna w Strzegowej. Znaleziono w niej kości zwierząt (m.in. niedźwiedzia jaskiniowego) oraz dowody świadczące o zamieszkiwaniu ją przez ludzi w młodszym paleolicie i w neolicie.
Dla wspinaczy skalnych skały Jam oraz Jaskinia Jasna są obiektem wspinaczki. Pierwsze projekty dróg wspinaczkowych powstały w 2005 r. Skały mają wysokość 10–12 m, są połogie, pionowe lub przewieszone i występują w nich takie formacje skalne jak: filar, komin, zacięcie. Wspinacze skalni opisują je jako Mur przy Jaskini I, Mur przy Jaskini II, Mur przy Jaskini III, Mur przy Jaskini IV, Jaskinia Jasna I,Jaskinia Jasna II, Jaskinia Jasna III, Jaskinia Jasna IV. Poprowadzili na nich łącznie 50 dróg wspinaczkowych o trudności IV+ – VI.7 w skali Kurtyki. Mają wystawę zachodnią, północno-zachodnią, południową, wschodnią i południowo-wschodnią. Większość dróg posiada atestowane asekurację (ringi i stanowiska zjazdowe). Większość dróg wspinaczkowych znajduje się na ścianie północnej, co jest korzystne podczas letnich upałów. Ściany jaskini nadają się dla kursantów. Poprowadzono też 4 boulderingi.
Chodzenie po szczycie skały jest niebezpieczne. Znajdują się na nim otwory (jamy), przez które można wpaść do jaskini.
W odległości około 160 m na północny wschód od Ścianek znajduje się wśród pól jeszcze druga, mniejsza i bezimienna skała.